# 24713 Ekrutt
24713 Ekrutt là một tiểu hành tinh vành đai chính với chu kỳ quỹ đạo là 1302.7054732 ngày (3.57 năm).
Nó được phát hiện ngày 12 tháng 9 năm 1991.